# Florian Schillinger
Florian Schillinger (* 31. Januar 1985 in Freudenstadt) ist ein ehemaliger deutscher Nordischer Kombinierer.

## Werdegang
Sein internationales Debüt gab Schillinger Anfang Januar 2002 in Klingenthal im Rahmen des B-Weltcups. Nach Rang 38 im Sprint erreichte er mit der Mannschaft einen Tag später den neunten Platz. Im Gundersen Einzel lief er als 20. erstmals in die Punkteränge. Auch in Baiersbronn gelang ihm in einem der drei Wettbewerbe der Sprung in die Punkteränge.
Bei der folgenden Junioren-Weltmeisterschaft 2002 in Schonach im Schwarzwald sicherte er sich im Team-Massenstart mit seinen Mannschaftskollegen die Goldmedaille. Im Dezember gelang ihm bei den FIS-Wettbewerben in Klingenthal der Sieg. Im Januar 2003 startete Schillinger erneut im B-Weltcup. Dabei verpasste er aber auch weiterhin Top-Platzierungen.
Im Januar 2004 landete er im österreichischen Villach erstmals unter den besten zehn. Bei den Junioren-Weltmeisterschaften 2004 in Stryn gewann er mit der Mannschaft die Silbermedaille im Team-Massenstart.
Im August 2004 startete Schillinger erstmals beim Grand Prix der Nordischen Kombination. Dabei erreichte er in Kandersteg und auch in Oberstdorf die Punkteränge. Am 30. Dezember 2004 gab Schillinger schließlich nach weiteren Starts im B-Weltcup sein Debüt im Weltcup der Nordischen Kombination. Bereits im ersten Weltcup gelang ihm als 27. in Oberhof eine Punkteplatzierung. Auch bei den weiteren Weltcups bewies der Baiersbronner seine gute Form und landete regelmäßig in den Punkten. Sein bestes Ergebnis und zudem seinen ersten und einzigen Podestplatz landete er mit der Mannschaft mit Rang zwei beim Teamweltcup in Pragelato.
Bei den Nordischen Junioren-Skiweltmeisterschaften 2005 im finnischen Rovaniemi verpasste er im Gundersen-Einzel als Vierter nur knapp eine Medaille, sicherte sich aber mit der Mannschaft wenig später erneut Team-Gold. Im Sprint gewann er mit Silber seine erste und einzige Einzelmedaille bei Junioren-Weltmeisterschaften. Da er nach der Junioren-WM keine weiteren Weltcups mehr bestritt, belegte er am Ende Rang 44 der Gesamtweltcup-Wertung.
Beim Sommer-Grand-Prix 2005 erreichte Schillinger in Steinbach-Hallenberg eine gute Top-20-Platzierung im Sprint. Zur Saison 2005/06 gehörte er erneut zum A-Nationalkader, konnte aber an die Erfolge der Vorsaison nicht mehr anknüpfen und wechselte schließlich im Januar erneut zurück in den B-Kader. Beim Sommer-Grand-Prix 2006 sicherte er sich mit der Mannschaft als Zweiter in Berchtesgaden erneut einen Podestplatz. Im Dezember kam er daraufhin für einige Wettbewerbe zurück in den Weltcup, blieb aber dabei ohne Punkterfolg. Bis zu seinem vorläufigen Karriereende 2007 startete er mit mittelmäßigen Resultaten im B-Weltcup.
2009 und 2011 startete Schillinger noch einmal bei der Winter-Universiade, blieb jedoch auch dort ohne Einzelmedaillen-Erfolge. Lediglich mit der Mannschaft sicherte er sich bei der Winter-Universiade 2009 in Yabuli Silber, während er im Gundersenwettbewerb Sechster und im Massenstartrennen Siebter wurde. Bei der Winter-Universiade 2011 im türkischen Erzurum wurde er mit der Mannschaft Sechster, im Massenstart 18. und im Gundersenwettbewerb erreichte er den 23. Platz.
Bei den Winter-Paralympics 2018 in Pyeongchang war er Guide der Langläuferin und Biathletin Vivian Hösch.

## Erfolge

### Weltcup-Statistik
Die Tabelle zeigt die erreichten Platzierungen im Einzelnen.
- Platz 1.–3.: Anzahl der Podiumsplatzierungen
- Top 10: Anzahl der Platzierungen unter den ersten zehn
- Punkteränge: Anzahl der Platzierungen innerhalb der Punkteränge
- Starts: Anzahl gelaufener Rennen in der jeweiligen Disziplin

| Platzierung         | Einzel a | Sprint | Massenstart | Team   | Team    | Gesamt |
| Platzierung         | Einzel a | Sprint | Massenstart | Sprint | Staffel | Gesamt |
| ------------------- | -------- | ------ | ----------- | ------ | ------- | ------ |
| 1. Platz            |          |        |             |        |         |        |
| 2. Platz            |          |        |             |        |         |        |
| 3. Platz            |          |        |             |        |         |        |
| Top 10              |          |        |             |        | 1       | 1      |
| Punkteränge         | 4        | 5      |             |        | 1       | 10     |
| Starts              | 9        | 10     | 2           |        | 1       | 22     |
| Stand: Karriereende |          |        |             |        |         |        |